# Jochen Deweer

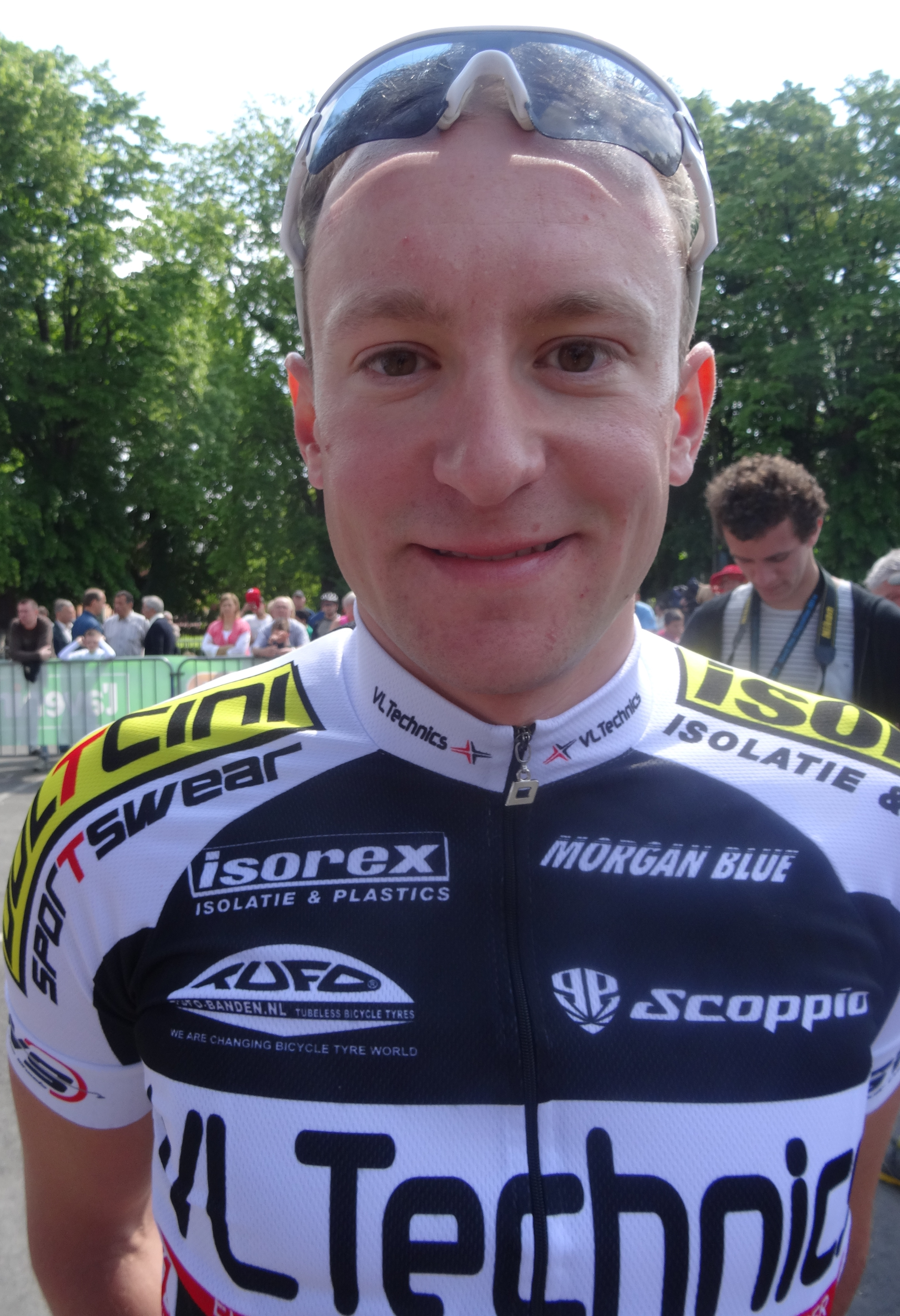
Jochen Deweer

Jochen Deweer (* 20. Februar 1991 in Waregem) ist ein belgischer Bahn- und Straßenradrennfahrer.
Jochen Deweer wurde 2007 auf der Bahn belgischer Meister der Jugendklasse im Sprint, im Scratch und im Punktefahren. Auf der Straße gewann er die Silbermedaille im Straßenrennen der Europäischen Jugendolympiade und er gewann die zweite Etappe beim Critérium Européens des Jeunes. In der Saison 2009 war er bei einer Etappe der Münsterland Tour erfolgreich und wurde Dritter der Gesamtwertung. Auf der Bahn gewann er die Silbermedaille bei der Juniorenweltmeisterschaft in Moskau im Madison zusammen mit Gijs Van Hoecke. Seit 2010 fährt Deweer für das belgische Qin Cycling Team.

## Erfolge – Bahn
2009
- Weltmeisterschaft – Madison (Junioren) mit Gijs Van Hoecke

2010
- U23-Europameisterschaft – Madison mit Tosh Van der Sande

2011
- UIV Cup – Amsterdam (mit Jasper De Buyst)

## Erfolge – Straße
2010
- eine Etappe Tour de Berlin

## Teams
- 2010 Qin Cycling Team
- 2011 Donckers Koffie-Jelly Belly

- 2014 VL Techinics Abutriek
- 2015 KSV Deerlijk-Gaverzich